# 劉暾
劉暾（？—311年），字長升，東萊掖縣人。西晉尚書左僕射劉毅之子。晉朝官員，曾五度任司隸校尉，官至右光祿大夫、領太子少傅。永嘉之亂後投靠是同鄉的漢國將領王彌，並勸王彌除去石勒，但自己卻在為王彌執行自己建議的計劃時被石勒部下所捕，更遭石勒所殺。

## 生平

### 有父之風
太康初年劉暾初任博士，太康三年（282年）就正值晉武帝命朝中的齊王司馬攸回到封國，劉暾參與議論應該賜甚麼禮儀品物給齊王司馬攸以作尊崇，但因劉暾與其他博士請求讓司馬攸留朝，於是觸怒晉武帝，將劉暾收付到廷尉。不久得大赦而被釋放，但卻被免去官職。太康六年（286年）父親去世，死前就正打算要上奏晉武帝寵臣馮紞的罪狀，但未成就去世。及後劉暾見馮紞仕宦愈見尊貴，於是感慨地說：「使先人在，不令紞得無患。」
劉暾後再度任官，先後任酸棗縣縣令及侍御史。後來一次武庫發生火災，當時皇后賈南風表親郭彰任尚書，率領百人只顧自保而不救火，於是劉暾就嚴肅的去責問他。郭彰於是大怒，說：「我能截君角也。」劉暾則憤怒地說：「君何敢恃寵作威作福，天子法冠而欲截角乎！」於是請索紙筆上奏，郭彰於是不敢再說話，眾人亦為郭彰解釋，劉暾才不堅持。而自此以後，昔日表現得奢侈的郭彰亦變得簡樸。劉暾後遷太原內史。
永康二年（301年），趙王司馬倫在上一年剷除賈后集團並掌握朝政後就篡位，自立為帝，並讓劉暾假征虜將軍，但劉暾不受。不久劉暾更響應齊王司馬冏、河間王司馬顒及成都王司馬穎所發起的討伐軍。當年晉惠帝復位，劉暾任尚書左丞，在朝嚴肅，令朝內清正嚴明。不久兼領御史中丞，奏免東安公司馬繇和王粹、董艾等十多人的官職，獲朝廷嘉許，即遷任御史中丞。後轉任中庶子、左衞將軍、司隸校尉，又奏免武陵王司馬澹及何綏、劉坦、溫畿、李晅等人。
後來，劉暾兒子劉更生娶妻，而劉暾妻已死，按家法而要媳婦去掃墓，於是劉暾就帶著家屬賓客，載著酒和食物出行。不料此時被一直看不起他的洛陽縣令王棱借題發揮，向當時主政的司馬越聲稱劉暾是要帶著家屬叛歸盤據并州的劉淵。因為劉淵當時兵力強盛，麾下將王彌又是劉暾同鄉，於是司馬越相信並派人追返劉暾。劉暾知道後，未到墓地就已折返，並以正義斥責司馬越，竟令司馬越十分慚愧。

### 五任司隸
永寧二年（302年），長沙王司馬乂討伐掌權的司馬冏，劉暾亦參與預謀，於是在司馬冏敗死，司馬乂掌權後獲封朱虛縣公。太安三年（304年），司馬乂被討伐他的司馬顒的部將張方所殺，劉暾亦被免官。但不久就再任司隸校尉。
同年十一月，留守洛陽的張方強遷晉惠帝等人到長安，留劉暾及尚書僕射荀藩和河南尹周馥等留守洛陽，設立留臺。十二月，司馬顒廢去司馬穎皇太弟的身份，改以豫章王司馬熾為皇太弟。司馬顒為與東海王司馬越等諸王和解，於是命司馬越弟高密王司馬略為鎮南將軍，領司隸校尉，權鎮洛陽。
永興二年（305年），司馬越舉兵討伐司馬顒，要迎晉惠帝回洛陽。至十一月，立節將軍周權自稱受司馬越檄命，自稱平西將軍並復立羊獻容為皇后。雖然周權不久就被洛陽縣令何喬擊殺，羊獻容亦再被廢，但司馬顒卻下令洛陽留臺賜羊獻容死。但主持留臺的劉暾及荀藩等不願，更上奏反對賜死，終觸怒司馬顒，派呂朗來收捕劉暾。劉暾於是逃奔到青州，依附高密王司馬略。永興三年（306年），青州惤縣縣令劉柏根叛亂，司馬略於是以劉暾為大都督，加鎮軍將軍領兵討伐，但卻兵敗，於是逃回洛陽。而當時以司馬越為首的討伐軍隊已逼近洛陽，司馬顒殺張方後亦令司馬顒一些將領投降，例如駐守滎陽的呂朗。不久司馬越軍攻入長安，迎惠帝回洛陽。晉惠帝回到洛陽後，復立羊獻容為皇后，而羊獻容亦感謝劉暾當日上奏保全自己，於是恢復他的封爵，加授光祿大夫，復任司隸校尉。
永嘉三年（309年），漢國大軍進攻洛陽，劉暾任轉撫軍將軍、假節、都督城守諸軍事抵禦外敵。不久漢國兵敗撤退，劉暾轉拜尚書僕射。但劉暾長年擔任監察百官的職位，且亦被人情所歸，故此令司馬越十分忌憚，於是任命劉暾為右光祿大夫、領太子少傅，加散騎常侍，表面上是進加崇官，但其實是削奪了劉暾的權力。後來，司馬越領行臺出鎮，晉懷帝於是下詔命劉暾領衞尉，加特進。後再以劉暾為司隸校尉，加侍中。至此，劉暾已五度任司隸校尉。

### 被擒遇害
永嘉五年（311年），漢國大軍再攻洛陽，洛陽陷落，發生永嘉之亂，漢國軍隊進宮大肆搶掠，又大殺官員，而劉暾卻因王彌而免於被殺，更跟隨王彌離開洛陽。劉暾又對王彌陳說形勢，說因他在進攻洛陽時與漢國宗室劉曜結下仇怨，勸王彌東據青州，以此作根據地觀天下大勢，最少也能割據一方。王彌亦同意。及後劉暾再勸王彌除去一直忌憚王彌的石勒，獻計要王彌聯結往日派往青州的部下曹嶷，及後就引石勒到青州，與曹嶷夾擊並消滅石勒。王彌於是命劉暾帶著自己寫的書信到青州聯結曹嶷，但到東阿時就被石勒的游騎所捕，身上帶著的書信更被發現，石勒看見後大怒，於是將劉暾殺死，並決心要消滅王彌。

## 子女
- 劉佑，劉暾子，太傅屬。
- 劉白，劉暾子，太子舍人，但被司馬越所忌，偷偷派何倫入劉暾府中搶掠，目的是殺死劉白。